# 劉賢 (正統進士)
劉賢（1399年—？），字時舉，福建福州府侯官縣人，明朝政治人物，

## 生平
治《禮記》，正統六年（1441年）由國子生中式辛酉科應天府鄉試第六十三名舉人，會試中式第五名。年四十四歲中式正統七年壬戌科第三甲第六十六名進士。授监察御史。

## 家族
曾祖劉福；祖劉祐；父劉和；母鄭氏；繼母趙氏。永感下，妻林氏。行九。